# Doris, Mona og Lene er hjemmehjælpere
|  | Denne artikel er oprettet af botten Steenthbot ud fra en ekstern database. Den kan derfor have sproglige fejl eller mangler. Denne skabelon kan fjernes efter kontrol af indholdet. |

Doris, Mona og Lene er hjemmehjælpere er en dansk dokumentarfilm fra 1985 instrueret af Ib Makwarth.

## Handling
Tre hjemmehjælpere følges i deres arbejde, som kan være tungt og er præget af, at der ikke er tid nok til de mennesker, som hjælperne besøger. For mange er besøget af en hjemmehjælper den eneste menneskelige kontakt i en hverdag, der er besværliggjort af sygdom og dårlig økonomi. Til hjemmehjælperen stilles der krav til såvel faglig kunnen som menneskelig omsorg.